# مدیر ارشد تولید
مدیر ارشد محصول (به انگلیسی: Chief product officer) از مدیران ارشد اجرایی یک شرکت بشمار می‌آید که مسئولیت کلیه عملیات مربوط به محصول را در شرکت برعهده دارد.
مدیریت محصول یک فعالیت درون سازمانی است که از پیش‌بینی، برنامه‌ریزی و بازاریابی برای محصولات یا خدمات تشکیل می‌شود. مدیر محصول همواره دغدغه توسعه محصول و بازاریابی محصول را دارد و این دو فعالیت نهایتاً منجر به افزایش درآمد، افزایش سهم بازار و افزایش حاشیه سود خواهند شد. از طرف دیگر یک مدیر محصول باید در مورد تحلیل بازار، کارایی‌ها و ویژگی‌های محصول مسئولیت‌پذیر باشد. از این رو در ساختارهای سازمانی مختلف بعضاً مدیر محصول یک جایگاه سازمانی مشخص و معین را دارد و به‌طور مستقیم به مدیرعامل گزارش می‌کند.